# 힐땃쥐
힐땃쥐(Crocidura hilliana)는 땃쥐과에 속하는 포유류의 일종이다. 태국과 라오스에서 발견된다.

## 분포 및 서식지
태국 북동부와 중부, 라오스 중부 지역에 분포한다. 저지대 지역에서 주로 서식한다.